# Régi kórház (Monmouth)
A monmouthi régi kórház (angolul: Former Cottage Hospital) a walesi város első tulajdonképpeni kórháza volt. 1903 és 2006 között üzemelt. 

## Története
A kórházat az egykori megyei fegyház (angolul: County Gaol) helyén építették fel, a Hereford Road-on. Az alapkövet 1902. szeptember 27-én tette Llangattock bárója, a kórház elnöke. A telket Beaufort hercegétől vásárolták kétszázötven fontért. Az épületet Richard Creed tervezte. A munkálatok elvégzésével a Collins and Geoffrey céget bízták meg, a bútorozással pedig a helyi George Edwardszot A megépítés teljes költsége 7500 font körül volt, ebből 2000 fontot Llangatock bárója adományozott. Az új kórház megépítésének egyetlen feltétele az volt, hogy ne zavarja meg az épület mögött lakó plébános kilátását. Keith Kissack helytörténész szerint a kórház „idejének egyik legsikeresebb projektje volt”.
A kórházat 1903. november 6-án nyitották meg. A ceremónia délután kezdődött egy felvonulással, amely a korábbi egészségügyi intézményétől indult (The Dispensary). A felvonulás élén a helyi tűzoltók vonultak valamint a város polgármestere, Hamilton Traherne Baillie. A megnyitás ünneplésére több mint százan sereglettek össze.
Az épületet 2006-ban zárták be, amikor megnyitották az új városi kórházat. A tervek szerint az épületet lakóházzá alakítják át.

## Fordítás
- Ez a szócikk részben vagy egészben  a   Former Cottage Hospital, Monmouth című angol Wikipédia-szócikk ezen változatának fordításán alapul.  Az eredeti cikk szerkesztőit annak laptörténete sorolja fel. Ez a jelzés csupán a megfogalmazás eredetét és a szerzői jogokat jelzi, nem szolgál a cikkben szereplő információk forrásmegjelöléseként.